# Желтопі
Желто́пі (рос. Желтопи) — присілок в Кезькому районі Удмуртії, Росія.
Населення — 282 особи (2010; 337 в 2002).
Національний склад станом на 2002 рік:
- росіяни — 72 %
- удмурти — 28 %

Урбаноніми:
- вулиці — Квіткова, Кільцева, Миру, Молодіжна, Перемоги, Сонячна